# Лин ван Бузеком
ЛН „Лин“ ван Бузеком   био је индонежански фудбалер који је играо као голман за Холандске Источне Индије (садашњу Индонезију) на Светском првенству у фудбалу 1938. године .  Такође је играо за ВИОС Батавију и Херкулес Батавију. Ван Бузеком је преминуо.